# Kate Bertram
Cicely Kate Bertram, född Ricardo den 8 juli 1912, död 6 juli 1999, var en brittisk biolog specialiserad på östafrikanska och palestinska fiskar. Hon forskade även tillsammans med sin man Colin Bertram kring sirendjur. Hon var verksam vid Universitetet i Cambridge och under 1930- och 1940-talet var hon delaktig i två betydelsefulla studier kring sötvattensfiskar i Östafrika.

## Biografi
Kate Ricardo föddes 1912 i London som dotter till Sir Harry Ricardo och Beatrice Hale. Hon utbildade sig vid Newnham College i Cambridge. År 1939 gifte hon sig med den brittiska marinbiologen Colin Bertram och tillsammans fick de fyra söner.
Efter andra världskriget återvände Bertram till Cambridge, där hon undervisade på Newnham College och Girton College, som vid tiden var de enda college som antog kvinnor till University of Cambridge. Hon var 1954 delaktig i att grunda New Hall, idag Murray Edwards College, ett college för kvinnor vars karriärer och utbildning hindrats på grund av familjeåtaganden.
År 1965 grundades Lucy Cavendish College där Bertram blev förstelärare. År 1970 blev Bertram den andra presidenten någonsin för Lucy Cavendish College, vid University of Cambridge, en position hon behöll fram till sin pension 1979. Hon var "honorary fellow" vid colleget åren 1982-1999. Bertram tjänstgjorde även som fredsdomare i Cambridgeshire i östra England, i tjugo år. Mot slutet av sitt liv led hon av alzheimers och dog i Graffham, Sussex den 6 juli 1999.
The Kate Bertram Prize delas idag ut vid Lucy Cavendish College till toppresterande studenter.
Fisken Synodontis ricardoae (Seegers, 1996) är namnad efter henne.

## Forskning
Från september till november 1936 genomförde hon, tillsammans med Janet R. Owen den första systematiska undersökningen av den alkaliska Ruwkasjön i sydligaste Tanzania.
Bertram genomförde också mycket forskning tillsammans med sin man. De reste till Australien, Papua Nya Guinea, Sri Lanka, Belize och Guyana för att studera manater och dugonger. Mellan 1962 och 1977, publicerade de nästan ett fyrtiotal vetenskapliga artiklar  och böcker om sirendjurens ekologi, ekonomiska betydelse och bevarandebehov. International Union for Conservation of Nature (IUCN) specialistgrupp för sirendjur skapades i stor utsträckning utifrån deras insamlade data om dessa djurs utbredning och status.

## Publikationer i urval
- Ricardo, C.K. n.d. (1939). Report on the Fish and Fisheries of Lake Rukwa in Tanganyika Territory and the Bangweulu Region in Northern Rhodesia. London: Crown Agents for the Colonies.
- Bertram, C.K., Borley, H.J.H. & Trewavas, E. (1942). Report on the Fish and Fisheries of Lake Nyasa. London: Crown Agents for the Colonies. Known as the 1939 Survey.
- C.K. Ricardo Bertram (1944). Abridged Report on The Fish and Fishery of Lake Tiberias Haifa: Palestine Department of Agriculture and Fisheries.
- C. Kate Bertram (1989). Lucy Cavendish College: A history of the early years.
- Bertram, C. Kate & Janet Trant (1991). Ion Trant. (Ed). Letters from the Swamps. Graffham, Sussex: Dr C.K. Bertram.